# Liste des ouragans sur le territoire des Bermudes
 (octobre 2023).
Le contenu est difficilement compréhensible vu les erreurs de traduction, qui sont peut-être dues à l'utilisation d'un logiciel de traduction automatique.
 (octobre 2021).
La mise en forme du texte ne suit pas les recommandations de Wikipédia : il faut le « wikifier ».
Les points d'amélioration suivants sont les cas les plus fréquents. Le détail des points à revoir est peut-être précisé sur la page de discussion.
- Les titres sont pré-formatés par le logiciel. Ils ne sont ni en capitales, ni en gras.
- Le texte ne doit pas être écrit en capitales (les noms de famille non plus), ni en gras, ni en italique, ni en « petit »…
- Le gras n'est utilisé que pour surligner le titre de l'article dans l'introduction, une seule fois.
- L'italique est rarement utilisé : mots en langue étrangère, titres d'œuvres, noms de bateaux, etc.
- Les citations ne sont pas en italique mais en corps de texte normal. Elles sont entourées par des guillemets français : « et ».
- Les listes à puces sont à éviter, des paragraphes rédigés étant largement préférés. Les tableaux sont à réserver à la présentation de données structurées (résultats, etc.).
- Les appels de note de bas de page (petits chiffres en exposant, introduits par l'outil «  Source ») sont à placer entre la fin de phrase et le point final[comme ça].
- Les liens internes (vers d'autres articles de Wikipédia) sont à choisir avec parcimonie. Créez des liens vers des articles approfondissant le sujet. Les termes génériques sans rapport avec le sujet sont à éviter, ainsi que les répétitions de liens vers un même terme.
- Les liens externes sont à placer uniquement dans une section « Liens externes », à la fin de l'article. Ces liens sont à choisir avec parcimonie suivant les règles définies. Si un lien sert de source à l'article, son insertion dans le texte est à faire par les notes de bas de page.
- La présentation des références doit suivre les conventions bibliographiques. Il est recommandé d'utiliser les modèles {{Ouvrage}}, {{Chapitre}}, {{Article}}, {{Lien web}} et/ou {{Bibliographie}}. Le mode d'édition visuel peut mettre en forme automatiquement les références.
- Insérer une infobox (cadre d'informations à droite) n'est pas obligatoire pour parachever la mise en page.

Pour une aide détaillée, merci de consulter Aide:Wikification.
Si vous pensez que ces points ont été résolus, vous pouvez retirer ce bandeau et améliorer la mise en forme d'un autre article.

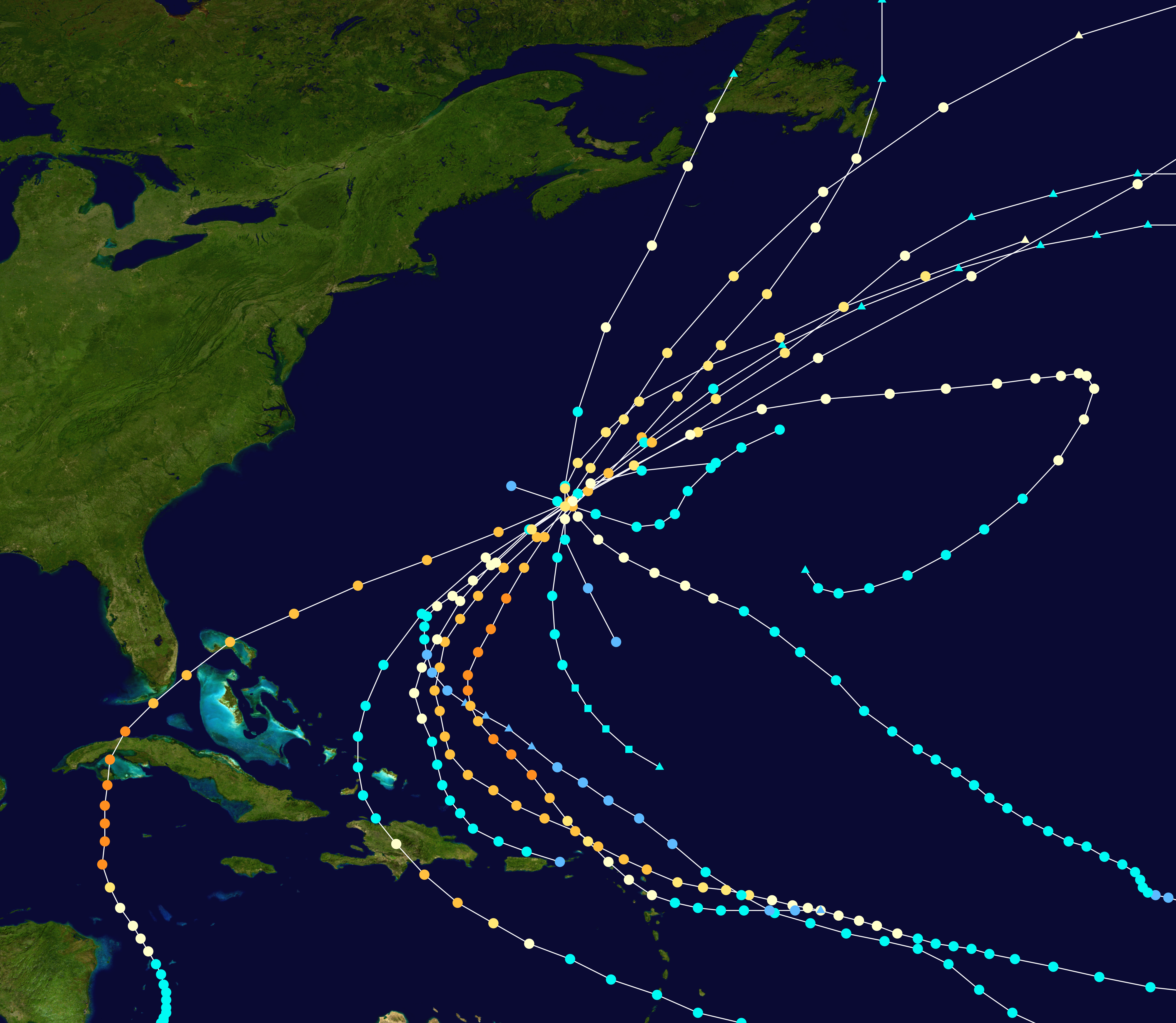
Carte illustrant les trajectoires de tous les cyclones tropicaux ayant touché terre sur le territoire depuis 1851

La liste des ouragans sur le territoire des Bermudes réfère aux nombreux cyclones tropicaux de catégorie 1 ou plus dans l'échelle de Saffir-Simpson ayant touché ce territoire britannique d'outre-mer. En effet, les Bermudes est un petit archipel comprenant environ 138 îles et îlots qui occupe 54 km2 dans l'océan Atlantique Nord, à environ 650 milles (1 046 km) à l'Est de cap Hatteras, Caroline du Nord, en plein dans un des corridors principaux de passage de ces systèmes.
Selon le service météorologique des Bermudes, les îles des Bermudes subissent en moyenne un cyclone tropical destructeur tous les six à sept ans. En raison de la petite superficie de l'archipel, la probabilité de se trouver dans l'œil d'un cyclone est plutôt rare. Cela s'est produit dix fois depuis 1851 selon la base de données officielle des ouragans de l'Atlantique. L'année 2014 a été particulièrement active alors que deux ouragans ont touché les Bermudes de plein fouet : Fay et Gonzalo. Deux autres tempêtes destructrices ont touché les Bermudes en septembre 1899, mais le centre de la première tempête a raté de peu les îles. Les cyclones tropicaux et leurs systèmes météorologiques antérieurs ou résiduels ont affecté le territoire en toutes saisons, le plus souvent à la fin des mois d'été (au maximum de la saison cyclonique sur l'ensemble du bassin).
Les systèmes météo violents tardifs qui touchent la zone sont davantage susceptibles de devenir des systèmes extratropicaux avant de toucher les Bermudes. Même dans les ouragans intenses, les îles ont tendance à s'en sortir relativement bien : depuis qu'un cyclone en 1712 a détruit de nombreux bâtiments en bois, la plupart des structures ont été construites avec des murs et des toits en pierre et sont capables de résister à des vents violents. En conséquence, les décès liés aux ouragans sont rares depuis le début du XVIIIe siècle. Dix tempêtes ont fait au total 129 morts dont 110, soit 85 %, étaient le résultat de naufrages le long du rivage lors de l'ouragan "Ten" de 1926. L'ouragan Fabian en 2003 était le seul système de l'ère des satellites météorologiques à causer des décès liés aux tempêtes.
Au total, 190 événements de tempête distincts sont répertoriés, avec des degrés de dommages très variables. Un ouragan en 1609 fut responsable de la première implantation permanente aux Bermudes : fin juillet, le navire britannique Sea Venture à destination de Jamestown faillit sombrer dans la tempête et chercha refuge sur les îles que les passagers trouvèrent étonnamment hospitalières. L'ouragan Fabian a été la tempête la plus intense à avoir eu un impact sur le territoire à l'époque moderne et a été la seule tempête à voir son nom retiré pour des effets aux Bermudes. Les tempêtes les plus coûteuses ont été Fabian et Gonzalo, qui ont causé respectivement environ 300 millions de dollars et de 200 à 400 millions de dollars de dégâts (2003 et 2014 USD). Le cyclone tropical le plus récent à avoir gravement affecté les îles a été l'ouragan Paulette en septembre 2020.

## Liste des tempêtes

### 1543-1799
- 1543 - L'année 1543 et des initiales indistinctes sont gravées sur un rocher dans l'actuelle réserve naturelle de Spittal Pond, probablement par les occupants d'un navire portugais qui a été séparé de sa flotte et échoué pendant les mois d'été. Trente marins survivent aux Bermudes pendant environ 60 jours, au cours desquels ils construisent une embarcation en état de naviguer à partir des bois récupérés de leur navire naufragé. Compte tenu de la période de l'année, un ouragan tropical peut être responsable de cet incident[4].
- 24 juillet 1609 – Un ouragan prépare le terrain pour la colonisation britannique des Bermudes lorsqu'un navire à destination de Jamestown, en Virginie, est pris dans la tempête et contraint de s'échouer. Lorsqu'une flotte de navires de la Virginia Company chargée de ravitailler la colonie défaillante de Jamestown rencontre l'ouragan, le navire amiral Sea Venture se sépare des autres navires et commence à prendre l'eau. Le Sea Venture, de plus en plus gorgé d'eau, affronte une mer agitée jusqu'au 28 juillet, lorsque, alors que l'équipage se résigne à son sort, l'amiral Sir George Somers aperçoit les côtes rocheuses inhabitées des Bermudes. Pour empêcher le navire de couler, Somers le pousse délibérément sur les récifs à environ 800 mètres de la côte est. À l'aide de la chaloupe du navire, les 150 colons, ainsi que l'équipage, parviennent sains et saufs[5]. La soi-disant « île des diables » s'avère bien plus hospitalière qu'on ne le craignait initialement, avec une nourriture et des ressources abondantes. Deux nouveaux navires, le Deliverance et le Patience, sont construits, et presque tous les occupants originaux du Sea Venture mettent le cap sur Jamestown. La Virginia Company administre les îles jusqu'à la formation de la Somers Isles Company en 1615[6]. L'histoire du Sea Venture a inspiré William Shakespeare pour écrire La Tempête, et les armoiries des Bermudes présentent une représentation importante du naufrage[5].
- Juillet (?) 1612 – Un ouragan détruit une église récemment construite[7].
- Septembre 1615 – Un violent ouragan frappe les Bermudes[8]
- Novembre 1619 - Deux ouragans frappent les Bermudes au cours du mois, faisant couler au moins un navire, le Warwick, déracinant de grands arbres, ruinant toute la récolte de maïs d'hiver et détruisant une tour de guet en bois construite sept ans plus tôt[2],[9]. La succession rapide de deux ouragans laisse la colonie avec une grave pénurie alimentaire[10].
- 1620 – Un ouragan aplatit des cabanes construites à la hâte, tandis que deux pêcheurs se perdent en mer[10].
- 16 août 1629 - L'ouragan le plus dévastateur à ce jour dans l'histoire de la colonie détruit les récoltes, plusieurs forts, une prison et la tour de guet reconstruite[2].
- 20 octobre 1639 – Deux navires espagnols échouent dans un ouragan ; les occupants sont ramenés à terre, et facturés des frais d'hébergement mensuels jusqu'à leur départ en février suivant. Les marins prétendent que le gouverneur les avait empêchés de quitter la colonie, sauf en achetant leur propre navire[11].
- 16 octobre 1664 – Un navire britannique s'échoue au milieu d'une tempête[12].
- 24 août 1669 - Un navire est détruit par un ouragan le long du rivage de Castle Island, avec cinq hommes perdus, et un autre chavire à une trentaine de kilomètres au large de l'île d'Irlande[13].
- 1686 – La saison des ouragans laisse la résidence du gouvernement dans un état de délabrement avancé[13].

### 1700-1799
- 8 septembre 1712 – Un violent ouragan secoue les Bermudes pendant huit heures, détruisant la plupart des églises. La tempête met en évidence la nécessité d'efforts continus pour transformer le bâti en bois à du bâti en pierre[14].
- 1713 - En novembre, les effets de deux ouragans sont évidents, bien que l'impact collectif soit moins sévère que celui de 1712 ouragan[14].
- 1715 - Un ouragan désastreux détruit le reste des églises en bois laissées debout après l'ouragan de 1712[14].
- 1726 - Une saison de temps orageux comprend deux ouragans en succession rapide. Les bâtiments sont endommagés par les ouragans et le mauvais temps persistant conduit à un flot de navires en détresse entrant dans le port de St. George pour des réparations. Sans le soutien de la Somers Isles Company, dissoute en 1684, les colons appauvris déchantent. Ils sont souvent incapables de réparer les dégâts causés par les tempêtes. Les récoltes de 1726 sont perdues et le petit approvisionnement en poudre à canon est compromis[15].
- 1728 – Le nouveau gouverneur des Bermudes, John Pitt, arrive pour trouver l'île en détresse à cause d'un récent impact d'ouragan. La résidence officielle nécessite à nouveau des réparations[16].
- 18 octobre 1780 – Après avoir émergé des Petites Antilles, où il s'impose comme l'ouragan atlantique le plus meurtrier jamais enregistré, le Grand Ouragan de 1780 dévaste les Bermudes[2] passant probablement au sud-est des îles[17]. Une cinquantaine de navires sont débarqués avec l'onde de tempête, et de vastes étendues d'arbres sont déracinées ; la ville de St. George's est comme dévastée par un cataclysme. De nombreuses maisons sont démolies. La famine et une épidémie de variole s'installent au lendemain de l'ouragan[18].
- Septembre 1786 - Des maisons sont endommagées et des arbres sont déracinés par un ouragan, et la récolte de coton est en grande partie détruite[19].
- 23 octobre 1793 – Un violent ouragan cause des dégâts « inconcevables » aux constructions dont beaucoup sont totalement détruits. La tempête a renversé plusieurs milliers d'arbres et fait des ravages dans la navigation ; tous les navires du port de St. George sont échoués, de nombreux navires font naufrage ou sont gravement endommagés et de nombreux quais sont perdus. La plupart des quelque 40 étangs piscicoles le long de la rive nord de l'île Saint David, d'une capacité totale d'environ 5 000 poissons, sont détruits[20].

### 1800-1849
- 9-10 septembre 1800 – Le sloop John s'effondre au milieu d'une mer agitée à cause d'un phénomène cyclonique ; tout son équipage est secouru[21]. Les Bermudes sont soumises à une période de coups de vent mais ne subissent aucun dommage[2].
- 4-5 novembre 1800 - Un ouragan apporte des vents forts sur les îles et détruit la végétation[21]. Les dommages causés aux arbres et aux cultures sont substantiels et plusieurs navires sont conduits à terre. Cet ouragan provoque un changement d'attitude envers la nécessité d'un phare aux Bermudes, et la création d'une société marine est recherchée pour aider les familles de marins perdus le long des côtes rocheuses[21].
- 4-5 août 1813 – Avant cette tempête, le port de St. George est encombré de nombreux navires de guerre et de navires marchands immobilisés en raison d'une guerre entre la Grande-Bretagne et les États-Unis. Les conditions météorologiques du 4 août s'aggravent tout au long de la nuit, et tôt le lendemain matin, les vents soufflent à 140 km/h arrachant les toits des maisons et des bateaux de leurs amarres. Les navires s'entrechoquent sur les quais[22]. Ils sont presque débarqués ou font naufrage. Des quantités incalculables de marchandises sont perdues. Malgré les dégâts, une seule vie est perdue, à bord du ketch General Doyle. Dans le sillage de la tempête, la construction d'un nouveau brise-lames commence[22].
- 15-19 octobre 1814 - Un ouragan frappe les îles. Les routes sont encombrées de débris et certaines maisons sont inondées, bien que les dommages soient généralement mineurs[2],[23]
- 1815 - Un ouragan lent à une date indéterminée frappe les îles, modifiant la configuration du littoral[24].
- Août 1818 – Un ouragan détruit le toit de l'hôtel de ville sur la rue Front à Hamilton[25].
- 19 septembre 1828 – Un ouragan au nord-ouest produit des vents violents[2].
- 6-7 juin 1832 – L'œil d'un cyclone tropical passe au-dessus ou très près des îles[2]. Deux goélettes dans le port de St. George s'échouent et plusieurs maisons sont partiellement ou totalement dépourvues de toit. Les dommages aux arbres sont considérables[26].
- 11-12 septembre 1839 - L'une des pires tempêtes de l'histoire des Bermudes frappe les îles du sud avec une onde de tempête de plus de 3 m[2],[27]. Le raz de marée déplace des navires sur la rive Sud de l'île. Ils sont transportés à terre et déposés dans les champs[28]. Des poissons sont vues à des centaines de mètres à l'intérieur des terres[29]. Des vents puissants déracinent des milliers d'arbres et rasent de nombreuses maisons ; peu de structures échappent aux dommages. Les routes sont rendues impraticables par les débris des arbres, des murs et des clôtures. De nombreuses familles se retrouvent sans abri, certaines contraintes d'abandonner leur maison au milieu de la nuit et de supporter la tempête à l'air libre. Les embruns rendent presque tous les puits résidentiels impropres à la consommation. Malgré les destructions, aucun décès n'est à signaler[30]. La tempête est généralement connue sous le nom d'ouragan de Reid, d'après le nouveau gouverneur des Bermudes, William Reid, qui a étudié et documenté les ouragans de l'Atlantique avec un grand intérêt[31].
- 21 octobre 1841 - Un système cyclonique provoque la destruction de plusieurs maisons. D'autres sont endommagées ainsi que des arbres et des cultures vivrières. Les plants de pommes de terre sont laissés « aussi noirs et flétris que s'ils avaient été détruits par un gel sévère »[32].
- 8-9 octobre 1842 - Les vents augmentent jusqu'à force 9 alors qu'un ouragan passe au nord[33].
- 18 août 1843 – Un ouragan lointain se fait sentir sous forme de rafales de vent[2].
- 27 octobre 1845 - Les îles subissent des vents violents provenant d'un cyclone tropical à l'est[34].
- 17-18 septembre 1846 - Les grains et les vagues déferlantes indiquent le passage d'un ouragan vers le sud et l'ouest. Hormis les dommages aux arbres, aucune destruction majeure n'est signalée[35].
- 15 octobre 1848 – Vents violents et onde de tempête d'un ouragan à proximité qui frappe les îles. De nombreux quais sont submergés ou entièrement emportés, tandis que des murs de pierre et une partie d'un brise-lames s'effondrent sous la force de la houle. Les routes et les maisons de Flatts Village sont également inondées[36].

### 1850-1899
- 6-8 septembre 1853 - Les franges extérieures d'un ouragan se font sentir dans les îles, mais aucun dommage n'est signalé[37].
- 26-27 septembre 1853 - Un cyclone tropical à l'est produit des vents violents et de fortes précipitations[37].
- 21 octobre 1854 – Une tempête tropicale passe à une courte distance au sud-est avec des vents de force 11. Des dégâts matériels importants sont signalés, notamment à Spanish Point, et de nombreux bateaux sont détruits. Les observateurs sont témoins de deux tornades possibles : une qui passe au-dessus de l'île de Boaz, récurant le sol, et une autre dans l'est de la paroisse de Paget qui renverse des arbres et déterre une maison[38].
- 23-24 octobre 1858 - Le centre d'un ouragan modéré passe près des îles avec une configuration de marée montante. La tempête endommage de nombreuses maisons et églises et déracine un grand nombre d'arbres[39].
- 4 octobre 1866 - Des vents de force 11 sont signalés sur les franges extérieures d'un ouragan lointain. Les bâtiments subissent des dommages aux toits et aux murs, des arbres sont renversés et plusieurs bateaux sont endommagés ou détruits[40].
- 10 septembre 1870 – Un ouragan majeur au nord-ouest fait tomber un grand nombre de bananiers[40].

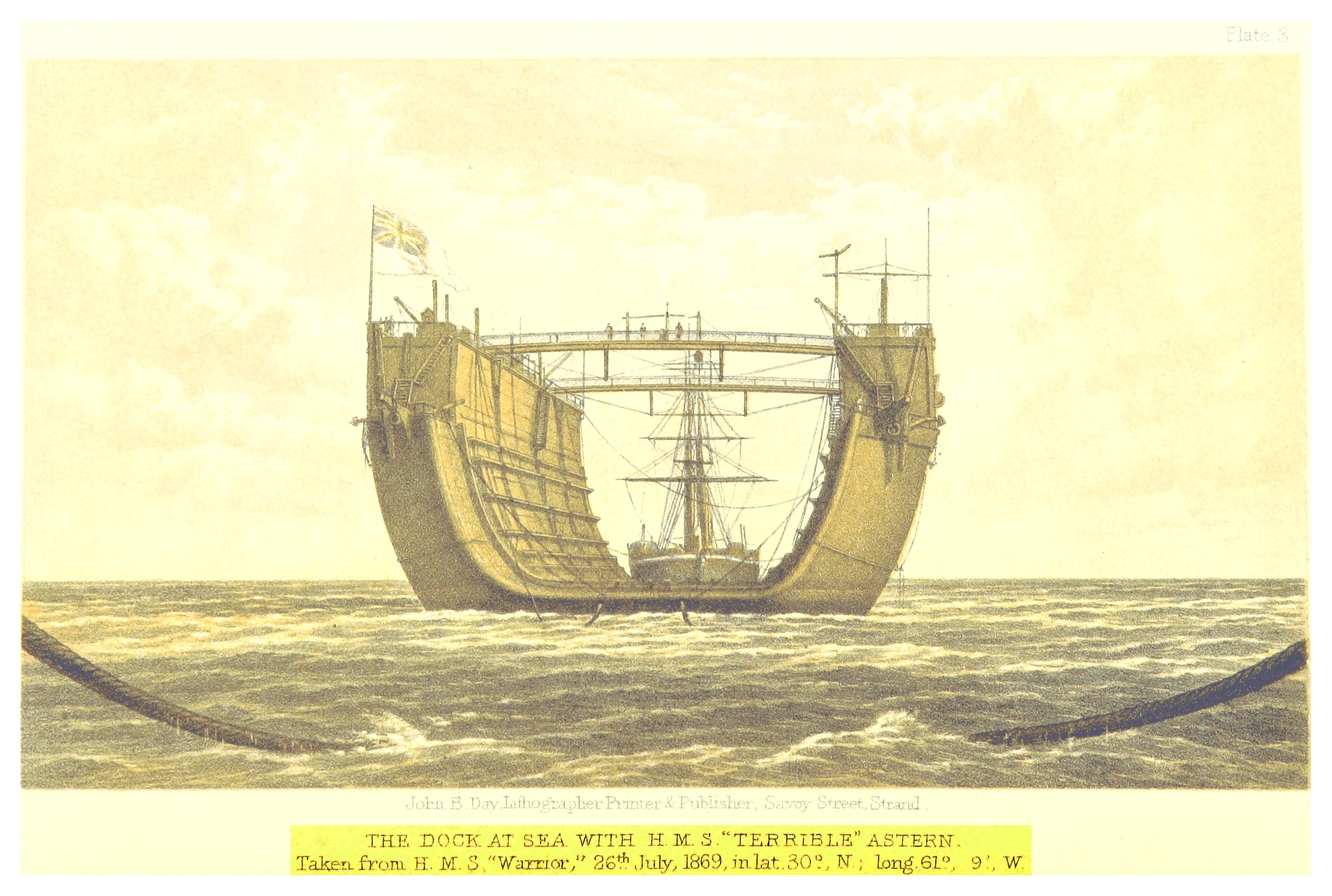
La cale sèche flottante Bermudes, fortement endommagée par un ouragan d'août 1878, est représentée en train d'être remorquée aux Bermudes en 1869

- 5 septembre 1874 – Un ouragan à l'ouest provoque une énorme houle alors que les embruns défolient les plantes sur tout le territoire[41].
- 20-23 octobre 1876 - Des vents violents et de fortes pluies marquent le passage d'un ouragan vers le nord[42].
- 27-28 août 1878 - Les rues sont obstruées par des arbres tombés alors qu'un ouragan passe au nord[43]. Au plus fort d'une tempête, une cale sèche flottante - la plus grande jamais construite à l'époque[44] - est endommagée après avoir rompu ses amarres au chantier naval HM, écrasant des quais et un pont d'amarrage. Le quai s'est immobilisé sur un brise -lames[45].

- 29-30 août 1880 - Un ouragan lent, localement cité comme le plus grave depuis 1839, fait son approche la plus proche d'environ 60 km au nord-est[2]. Les vents violents causent de "vastes" dégâts aux bâtiments et à la végétation, en particulier dans les parties orientales des îles. Une école nouvellement construite est détruite dans la paroisse de Smith et la chaussée subit des dommages importants[46],[47]. Plusieurs navires s'échouent et des dizaines de petits bateaux font naufrage[47]. Les cultures fruitières subissent une perte totale[48].
- 14 octobre 1880 - Des rafales de vent sont signalées le long de la frange d'un ouragan au sud-est[49].
- 28 août 1891 - De fortes rafales et des vents de force 6 indiquent le passage d'un ouragan vers l'est[50]. La tempête endommage des arbres, des fils télégraphiques et des maçonneries[51].
- 19-22 septembre 1891 - Un ouragan de catégorie 2 se déplaçant lentement. Les vents violents font tomber des arbres et des fils électriques[52], et un brick espagnol chargé d'épaves de bois le long de la rive sud-ouest[53].
- 4 octobre 1891 - Un ouragan modéré à l'ouest produit une période prolongée de vents forts et de fortes pluies[50], mais aucun dommage majeur n'est signalé[54].
- 17-18 octobre 1891 - Un ouragan passe à une courte distance à l'ouest avec des marées extrêmement hautes et des vagues battantes[2],[50]. La chaussée est très endommagée[54].
- 19-20 août 1892 – Bien que les vents soient relativement faibles, un ouragan à l'ouest cause des dommages agricoles, structurels et maritimes[55].
- 15 octobre 1892 - Des vents juste en dessous de la force d'un ouragan sont enregistrés au phare de Gibbs Hill alors qu'un ouragan passe à l'est[2].
- 26 octobre 1894 - Un ouragan se déplaçant rapidement vers l'ouest provoque une brève période de vents de force ouragan, renversant des arbres et des poteaux téléphoniques. La tempête fait tomber les matériaux de couverture et ruine les cultures maraîchères[56].
- 24 octobre 1895 – Des rafales de vent de 190 km/h sont signalés en association avec un impact direct d'un ouragan modéré[2]. Des dizaines de poteaux téléphoniques sont cassés, tandis que des arbres « énormes » sont déracinés. Des dommages considérables frappent les maisons, les entreprises et les bâtiments publics[57].
- 4 septembre 1899 - Un ouragan de catégorie 1 passe juste au nord-ouest, produisant des vents de force ouragan et des dégâts importants[58].
- 12-13 septembre 1899 - L'œil distinct d'un ouragan de catégorie 3 passe au- dessus des Bermudes avec de graves dommages signalés dans de nombreuses régions[59]. Alors que les résidents sont préoccupés par les efforts de nettoyage de la tempête précédente, l'ouragan prend les îles au dépourvu[60]. Les maisons n'ont pas de toit ou sont complètement détruites, et de gros rochers le long de la rive sud sont projetés à l'intérieur des terres. Les quais et les bateaux sont détruits. HM Dockyard en particulier encaisse de lourdes pertes, s'élevant à "au moins cinq chiffres" ( GBP )[59]. La paroisse St. George's est coupée du continent après la démolition de la chaussée par de fortes vagues, pour un coût d'environ 15 000 £. L'ouragan endommage également considérablement les cultures et la végétation, portant un coup dur aux agriculteurs[60]. Les premières estimations placent le total des dommages matériels à 100 000 £[61], et cette tempête reste la plus forte jamais enregistrée pour avoir un impact sur les îles jusqu'à l'ouragan Dix de 1926[62].

- 17 septembre 1900 – Les vents forts d'un ouragan à l'est causent peu de dégâts[2].
- 28 septembre 1903 – Un ouragan de catégorie 2 passant à une courte distance à l'est cause des dommages importants. Des vents de 119 km/h déracinent un grand nombre d'arbres, tandis que de fortes pluies détruisent les routes. Le long de la côte, les quais, les digues et les bateaux sont détruits[63]; des centaines de bâtiments à travers les îles sont endommagés[64]. Deux décès sont attribués à la tempête : un homme se noie sur l'île d'Irlande et un autre est écrasé par un mur qui s'effondre à St. George's[63].
- 8-9 septembre 1906 - Un ouragan majeur au nord-ouest balaie les îles avec des vents à 110 km/h, renversant des ardoises de toit, des fils téléphoniques et des arbres. Un homme se noie après avoir été emporté par le pont de Watford, et un autre décès survient dans le port de Hamilton alors qu'un voilier chavire dans une violente rafale[65]. Un ferry dans le port est détruit par un incendie, qui menace brièvement de se propager à terre[66].
- 13 octobre 1909 – Une tempête tropicale qui se dissipe produit des vents forts[67].

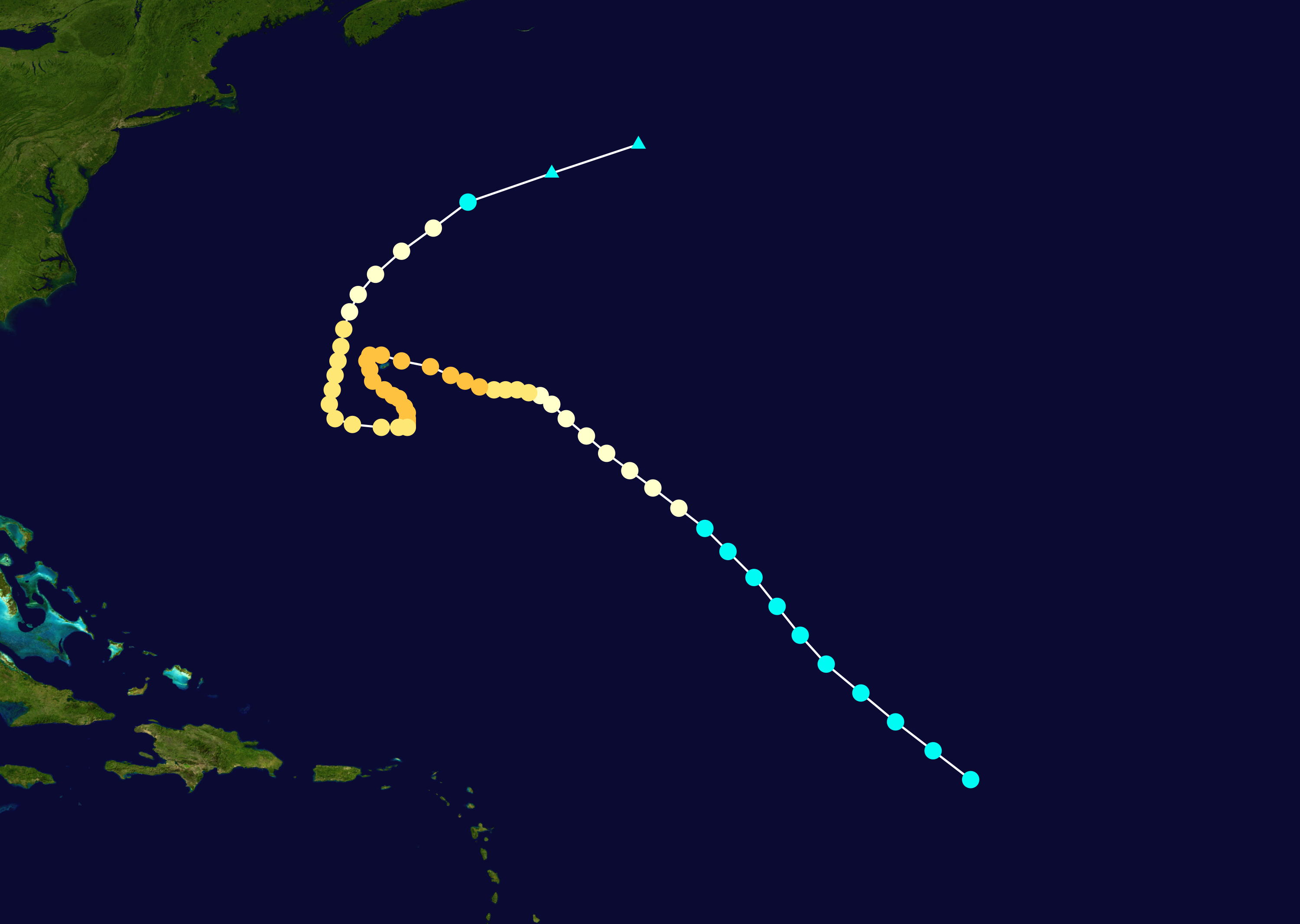
Trajectoire de l'ouragan majeur de septembre 1915 qui a secoué les Bermudes pendant plusieurs jours

- 25 septembre 1910 – Un ouragan modéré à l'est endommage des bâtiments à St. George's, renverse quelques bananiers et fait échouer un navire. Les fortes pluies fournissent aux résidents de nombreux mois d'eau potable[67] ;
- Du 3 au 8 septembre 1915 – Un ouragan de catégorie 3 serpente autour des îles pendant plusieurs jours, au cours desquels des vents violents soufflent de presque toutes les directions[62]. De fortes pluies provoquent des fuites sur de nombreux toits, et les dommages globaux sont considérables. Les énormes vagues de l'ouragan détruisent de nombreux bateaux ; un cargo en particulier, le SS Pollockshields, s'échoue sur un récif au large d'Elbow Beach. Le capitaine se noie en essayant de se procurer un gilet de sauvetage pour un membre d'équipage, mais tous les autres hommes sont finalement secourus[68],[69].
- 23 septembre 1916 - Un ouragan venant de l'ouest apporte des vents d'au moins 135 km/h. La tempête, majeure, endommage la plupart des structures. Les bâtiments exposés le long de la rue Front à Hamilton sont les plus touchés par l'ouragan[68]. De nombreux petits bateaux dans le port de Hamilton font naufrage[2].
- 4 septembre 1917 – D'énormes vagues et des marées extrêmement hautes provenant d'un ouragan à l'est inondent les zones basses, y compris la totalité de la place du marché à St. George's ; des personnes à l'hôtel de ville se retrouvent bloquées par la montée des eaux. Une grande partie de l'île de Higgs est emportée[70].
- 4-5 septembre 1918 - Le centre d'un ouragan de catégorie 2 passe de justesse à l'ouest, coulant ou échouant des bateaux et inondant certaines parties des îles. Des vents d'au moins 100 km/h renversent des arbres et briser des vitres[71],[72].

- 15 septembre 1921 - Un ouragan inflige de graves dommages aux arbres, aux services publics et aux petits bateaux en frappant l'île. De nombreux bâtiments – dont plusieurs hôtels – subissent des dommages, pour la plupart mineurs[73]. Des rafales de vent jusqu'à 190 km/h sont enregistrés à Prospect Hill avant que l'anémomètre ne soit renversé[62],[73] Les puits d'eau sont contaminés par les embruns[73].
- 21 septembre 1922 - Les Bermudes sont frappées par un ouragan de catégorie 3 associé à une onde de tempête de 2,40 m, entraînant la marée la plus élevée depuis 1899. L'ouragan submerge les maisons, les routes, les quais et autres installations côtières, tandis que des vagues de 18 m déferlent le long de la rive sud. Le vents atteignent 190 km/h et ravagent la végétation, notamment les bananiers. De lourds dommages structurels sont également signalés sur l'ensemble du territoire, et un certain nombre de petites maisons sur l'île White sont projetées dans l'eau[74]. Les dommages totaux sont estimés à 250 000 $[75], et un décès se produit lorsqu'un marin tombe par-dessus bord au chantier naval[74].

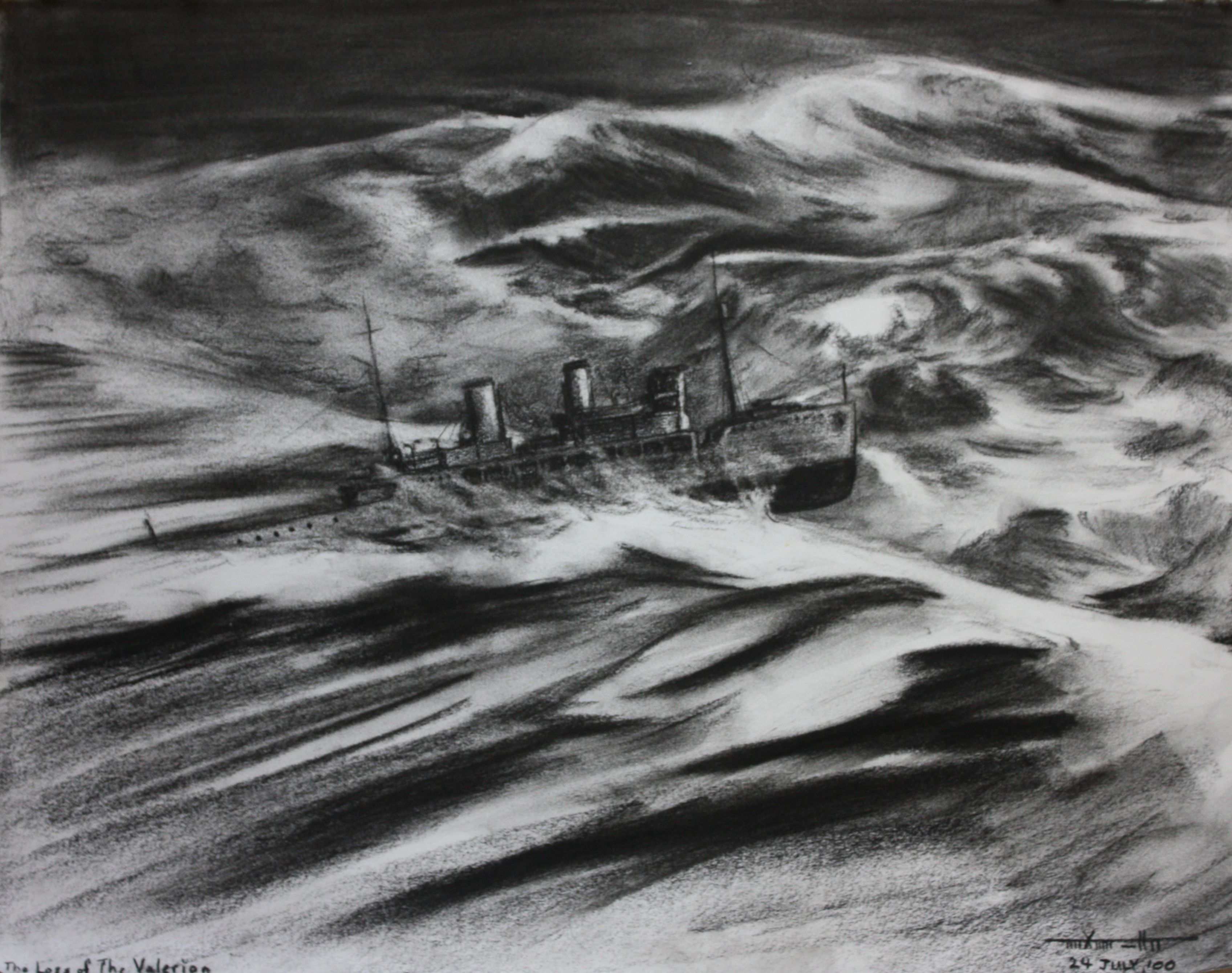
Vue d'artiste du naufrage du Valerian aux Bermudes en octobre 1926

- 23 septembre 1923 - Un ouragan majeur au nord-ouest apporte des rafales à 140 km/h[2]. Certaines parties de St. George's sont inondées d'eau de mer et les chalets de l'île St. David's sont endommagés. La tempête fait tomber des arbres, des branches d'arbres et des lignes électriques[76].
- 6 août 1926 - Un ouragan de catégorie 2 entraine des vents à 87 km/h[62]. Quelques petits bateaux dans le port sont submergés[77].
- 22 octobre 1926 - Un ouragan de catégorie 3 touche terre[2], devenant à égalité avec l'ouragan cinq de 1899 pour la plus forte tempête enregistrée à frapper le territoire[62]. La seconde moitié du cyclone est la plus violente, avec des vents soutenus de 183 km/h à Fort Prospect et des rafales de plus de 200 km/h enregistré à Hamilton[2],[62]. Les dégâts sont généralisés mais pas extrêmes; bien que 40 % des maisons des Bermudes subissent des dommages sur les toits, seules deux sont démolies[78]. La tempête détruit les bananeraies et les champs d'autres cultures[79]. Le navire de guerre de classe Arabis HMS Valerian coule à moins de 8 km du HM Dockyard avec 88 hommes perdus et 21 survivants. Un autre navire, le cargo à vapeur SS Eastway, est perdu près des Bermudes avec 22 de ses 35 membres d'équipage[80],[81].

### Années 1930
- 12 novembre 1932 - Un ouragan de catégorie 2 passe environ 80 mi (129 km) au sud-est, générant des rafales à 140 km/h[2].
- 21 août 1933 - Alors qu'un ouragan majeur passe au sud-ouest, les vents augmentent à 103 km/h[62]. La tempête lente retarde l'arrivée des navires au port[82].
- 6 octobre 1933 - Un ouragan passe au nord-ouest, provoquant des vents violents[62].
- 23 août 1935 - Un ouragan de catégorie 3 passe de peu au nord-ouest, avec des vents relativement légers signalés[62].
- 17 juin 1936 – La première tempête tropicale de la saison produit des rafales de vent en passant juste au nord[62].
- 16 octobre 1939 - Un ouragan de catégorie 4 passe à une courte distance à l'est, provoquant des pluies torrentielles (187 mm) – et des rafales de vent pouvant atteindre 211 km/h. Les bateaux, les maisons et la végétation subissent tous des dommages considérables[2].

### Années 1940
- 26 août 1942 - Un ouragan passe environ 160 km à l'est ; les vents atteignent 103 km/h aux Bermudes[62].
- 28 septembre 1942 – Une tempête tropicale tourne autour des Bermudes avec des vents marginaux de force de tempête tropicale[62].
- 3 octobre 1942 – Les vents soufflent autour de 70 km/h alors qu'une tempête tropicale passe à l'est[62].
- 24 août 1943 - Un ouragan majeur passe à l'ouest, délivrant une période de vents de force ouragan aux Bermudes[62].
- 3-4 septembre 1943 – Vents à 70 km/h accompagnent les franges extérieures d'un ouragan à l'est[62].
- 1er octobre 1943 – Une tempête tropicale s'incurve vers l'ouest, produisant des rafales de vent[62].
- 16-17 octobre 1943 - Un ouragan qui s'affaiblit à l'ouest provoque des vents violents[62].
- 18 juillet 1944 – Vents autour de 64 km/h sont observés alors qu'une tempête tropicale passe au nord-ouest[62].

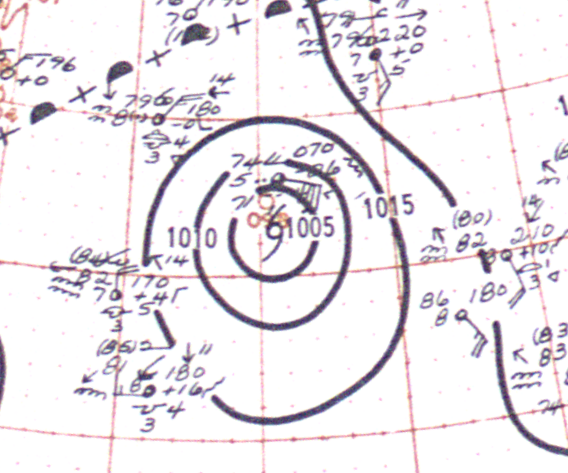
Analyse météorologique de surface de l'ouragan de septembre 1948 à l'approche des Bermudes

- 20 octobre 1947 – Un ouragan de catégorie 3 atteint son intensité maximale à environ 60 mi (97 km) à l'ouest, produisant des vents destructeurs de plus de 100 mi/h (161 km/h)[83]. L'ouragan coupe les services électriques et téléphoniques, et de nombreux bateaux sont coulés, dont un ferry à l'extérieur du port de Hamilton. Les maisons n'ont plus de toit et des arbres sont abattus, tandis que dix personnes sont légèrement blessées[84],[85]. Les estimations préliminaires placent les dommages à 1 million de dollars[85]. Au lendemain de la tempête, un monteur de lignes est tué après être tombé d'un poteau lors des efforts de restauration du service[86].
- 13 septembre 1948 – Un ouragan de catégorie 3 passe environ 80 km à l'ouest, causant des vents de 130 à 160 km/h. Les routes sont obstruées par divers débris et St. George's est coupé du continent[2],[87] Pendant ce temps, certains bâtiments sont recouverts de toiture. Des précipitations totalisant près de 130 mm déclenche des inondations dans les rues[88].
- 7 octobre 1948 - Le territoire rencontre un coup direct d'un ouragan de catégorie 2, avec des rafales mesurées à 180 km/h[2],[89]. La tempête déracine des milliers d'arbres et laisse tout le territoire sans électricité[90]. De nombreux bâtiments ont subi des dommages au toit ou aux murs; les pertes totales sont estimées à 1 million de dollars[89],[91].
- 8 septembre 1949 - Un ouragan de catégorie 3 passe environ 100 km à l'ouest, bien que les vents aux Bermudes restent inférieurs à la force d'un ouragan[92]. Quelques branches d'arbre sont cassées[93].

### Années 1950
- 8 septembre 1950 – Vents proches de 80 km/h marquent l'approche de l'ouragan Dog par le sud-ouest[2] ;
- 2 octobre 1950 – L'ouragan George de catégorie 2 dépasse la 160 km au sud, produisant des vents de force tempête tropicale[2].
- 9 septembre 1951 – Alors que l'ouragan Easy passe au sud-est, des rafales de vent soufflent sur plusieurs bananiers[94].
- 27 septembre 1952 - L'ouragan Charlie passe au nord-ouest, entraînant une période de vents de force tempête tropicale[2].
- 5 septembre 1953 – Vents près de 60 mi/h (97 km/h) accompagnent les bandes extérieures de l'ouragan Carol vers le sud-ouest[2]. Les rafales renversent des branches d'arbres et des lignes électriques et blessent deux motocyclistes, tandis que deux motocyclistes de Hamilton sont blessés après avoir été déséquilibrés[95].
- 11-12 septembre 1953 – La tempête tropicale Dolly touche terre, mais la tempête qui s'affaiblit cause peu de dégâts. Des vents violents et des précipitations modérées perturbent le service téléphonique[2],[96].
- 17 septembre 1953 – L'ouragan de catégorie 3 Edna en dépasse la 80 km au nord-ouest avec des pluies torrentielles et des rafales à environ 190 km/h[2]. Les vents causent des dommages importants aux maisons et aux arbres, et des inondations d'eau douce sont signalées. Edna fait également des ravages sur les bateaux dans le port de Hamilton et perturbe les services publics d'eau et d'électricité aux Bermudes. Trois personnes ont subi des blessures liées à la tempête[97],[98].
- 28 septembre 1958 – L'ouragan Ilsa à l'est provoque des conditions de bourrasques et une érosion importante des plages[99].

### Années 1960

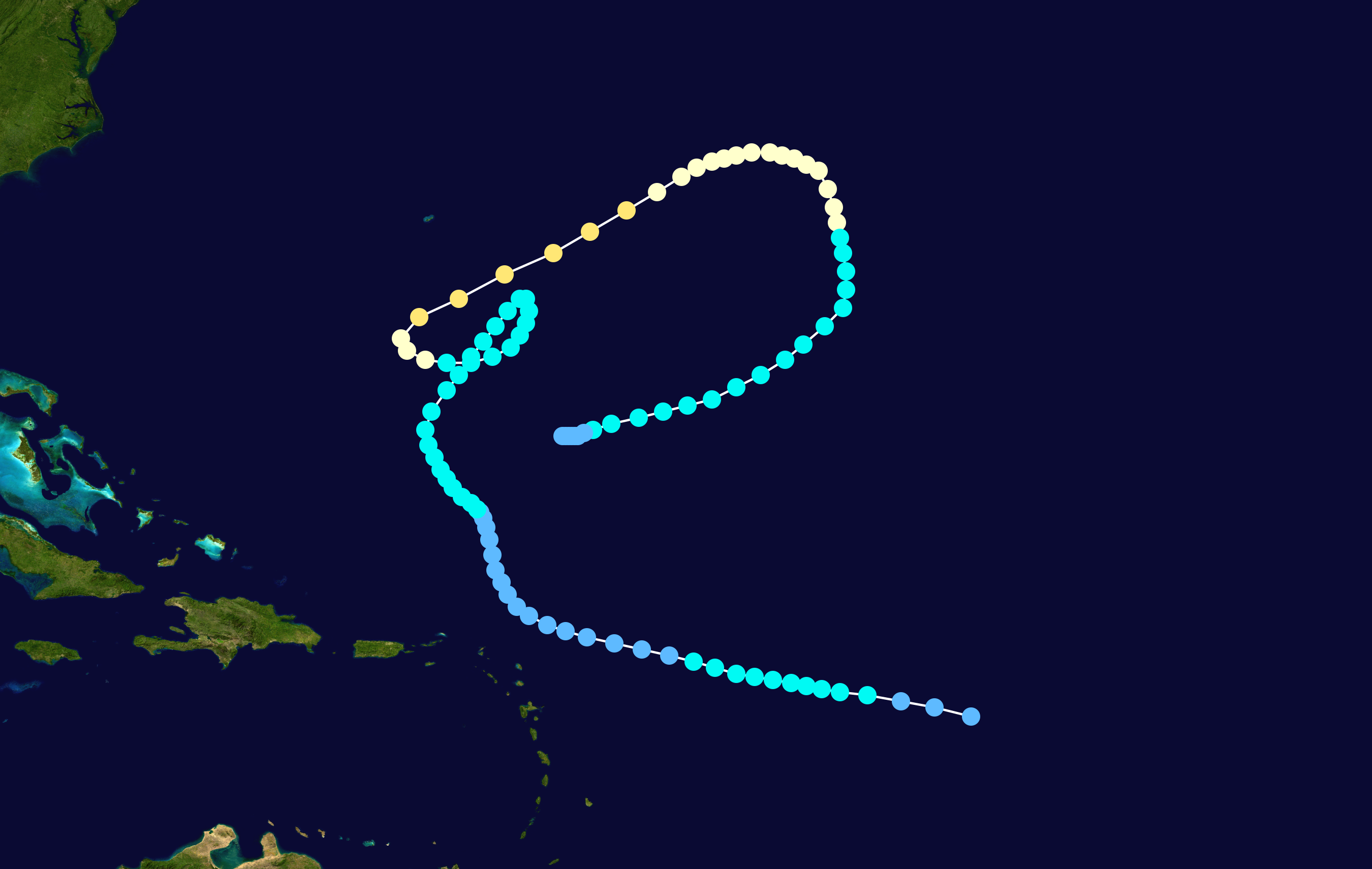
L'ouragan Inga, l'un des plus longs cyclones tropicaux de l'Atlantique jamais enregistrés, a balayé le territoire en octobre 1969.

- 7 octobre 1961 – L'ouragan Frances de catégorie 3 passe à environ 160 km au nord-ouest, avec ses effets limités à une mer agitée et à de faibles précipitations[2] ;
- 6 octobre 1962 - L'ouragan Daisy à l'ouest provoque des rafales de vent à 106 km/h et de fortes vagues[2].
- 9 août 1963 - L'ouragan de catégorie 1 Arlene touche terre et produit des pluies torrentielles totalisant 154 mm[100]. Rafales à 158 km/h causent d'importants dégâts aux arbres, permis par une pénurie de tempêtes récentes[2],[101], et d'autres feuillages sont tués par les embruns. De lourdes pertes sont signalées pour les cultures d'agrumes et d'avocats[102].Arlene détruit des maisons et des embarcations, et un yacht club dans la paroisse de Devonshire est « anéanti dans son intégralité, y compris chaque bateau »[103]. Les dommages matériels sont estimés à 300 000 $[101].
- 8 août 1964 – La tempête tropicale Brenda touche terre, provoquant une tornade qui endommage plusieurs avions. Une rafale de vent de 148 km/h enregistrée par un anémomètre surélevé est attribuée à la tornade[104].

- 12-13 septembre 1964 - L'ouragan Ethel de catégorie 2 passe environ 140 km au nord-ouest, apportant des rafales de vent proches de la force d'un ouragan et de fortes pluies, totalisant 103 mm[2]. Les services d'électricité et de téléphone sont interrompus à St. George's, et la chaussée subit un débordement[105].
- 20-21 juillet 1966 - L'ouragan Celia à l'ouest arrose les Bermudes de pluies abondantes mais bénéfiques[106].
- 31 août – 2 septembre 1966 – Les bandes extérieures de l'ouragan Faith produisent de fortes pluies et des rafales de vent[2],[107].
- 5 octobre 1969 – Les vents forts de l'ouragan Inga au sud-est provoquent de brèves pannes de courant[108].

### Années 1970
- 16 octobre 1970 - Un ouragan de catégorie 1 sans nom contourne juste à l'ouest, avec des rafales de vent pouvant atteindre 160 km/h mesurée par un anémomètre surélevé[109].
- 23 septembre 1971 – Un événement éolien de longue durée marque le passage de l'ouragan Ginger vers le sud. La base aéronavale des Bermudes observe 17 heures de vents violents, culminant à 121 km/h[110].
- 4 juillet 1973 - L'ouragan Alice de catégorie 1 produit de fortes rafales de vent et 116 mm de pluie lorsqu'il passe environ 32 km à l'ouest[111]. Malgré la chute de quelques arbres et lignes électriques[112], la tempête s'est avérée bénéfique, aidant à atténuer les conditions de sécheresse persistantes[2] ;
- 26-27 septembre 1975 - L'ouragan Fay de catégorie 2 en passe environ 40 mi (64 km) au nord-est, générant des rafales de vent à 69 mi/h (111 km/h) et chute de 2,8 po (71 mm) de pluie[2].
- 9 septembre 1977 – De légères accumulations de pluie sont signalées en association avec la tempête tropicale Clara[100].
- 27 septembre 1977 – La tempête tropicale Dorothy passe environ 60 mi (97 km) au sud-est, donnant 3,74 po (95 mm) de pluie[2].
- 14 octobre 1977 – La tempête tropicale Evelyn touche terre, mais la partie la plus forte de la tempête reste au large ; Expériences aux Bermudes 2,6 po (66 mm) de pluie et seulement des vents légers[100],[113].
- 15 septembre 1978 - Une tempête subtropicale, future- Tropical Storm Hope, balaie l'île avec de légères averses de pluie s'élevant à 1,07 po (27 mm)[100].
- 11 octobre 1978 - Les restes de la tempête tropicale Juliet se combinent avec un système de tempête non tropicale pour produire des pluies modérées[114].

### Années 1980
- 2 septembre 1981 - Le centre de la tempête tropicale Emily passe près de l'île, produisant une mer agitée et 4,92 po (125 mm) de pluie[2],[115],[116]
- 8 septembre 1981 – L'ouragan Floyd s'affaiblit en une tempête tropicale et passe juste au sud-est, plaçant les Bermudes du côté le plus faible du cyclone[117]. La rencontre ne donne que de brèves averses de pluie[118].
- 16 septembre 1982 – Alors que l'ouragan Debby de catégorie 2 passe à environ 80 mi (129 km) à l'ouest, rafales de vent près de 70 mi/h (113 km/h) abattre quelques arbres et lignes électriques, mais sans causer de dommages majeurs[119],[120].
- 30 septembre 1984 – Le centre de la tempête tropicale Hortense passe à quelques kilomètres à l'ouest, sans effets significatifs[121].
- 16 juillet 1985 – La tempête tropicale Ana passe à l'ouest, produisant des rafales de vent à 47 mi/h (76 km/h) et de fortes pluies[122]. Certains ménages perdent de l'électricité pendant plusieurs jours[123].
- 12 août 1985 – La tempête tropicale Claudette au nord provoque des rafales de vent et de faibles précipitations[124].
- 13 août 1987 – rafales de vent à 50 mi/h (80 km/h) et 1,65 po (42 mm) sont signalés en association avec la tempête tropicale Arlene environ 60 mi/h (97 km/h) vers le nord[2],[125].
- 25 septembre 1987 – Après une intensification inattendue et rapide, l'ouragan Emily, qui se déplace rapidement, touche terre à une intensité de catégorie 1[126], frappant l'île avec une brève rafale de vents destructeurs[127]. Les bandes extérieures de la tempête engendrent des « douzaines » de trombes marines et de tornades, dont certaines provoquent des blessures et des dommages matériels[2],[127]. Vents soutenus de 86 mi/h (138 km/h) avec des rafales à 116 mi/h (187 km/h) abattre de nombreux arbres, cités entre 80 % et 90 % de tous les spécimens du territoire. Les bateaux, les voitures et les services publics souffrent également[127]. Sur 2 500 maisons touchées par la tempête, environ 200 subissent des dommages importants sur le toit[127],[128]. Toutes les routes de l'île sont obstruées par des arbres renversés et des poteaux électriques[129]. Les pertes sont estimées à 35 millions de dollars[2], et plus de 100 personnes sont soignées pour des blessures mineures liées à la tempête[130].
- 24 novembre 1988 – Les Bermudes subissent des vents soutenus d'une minute de 47 mi/h (76 km/h) et des rafales à 78 mi/h (126 km/h) que la tempête tropicale Keith au nord devient extratropicale[131].
- 6 août 1989 - Le mur de l'œil est de l'ouragan Dean de catégorie 2 traverse l'île[2]. Vents soutenus à 81 mi/h (130 km/h) avec des rafales à 113 mi/h (182 km/h) sont signalés à l'extrémité ouest. La tempête endommage au moins 648 bâtiments, ainsi que des dizaines de bateaux et de véhicules, et seize personnes sont blessées dans une certaine mesure[132]. Les marées accentuées par la tempête inondent les rues et les maisons côtières[133], tandis que plusieurs pouces de pluie sont mesurés[2]. Un parking de l'aéroport est totalement emporté avec plusieurs véhicules[134]. Naval Air Station Bermudes subit 3,9 millions de dollars de dommages, contribuant à un total de tempête de 8,9 millions de dollars[132].
- 7 septembre 1989 – Les grosses vagues du lointain ouragan Gabrielle érodent les plages de la rive sud[135].

### Années 1990
- 30 juillet 1990 - L'ouragan Bertha passe au nord-ouest, produisant des rafales de vent à 45 mi/h (72 km/h)[136].

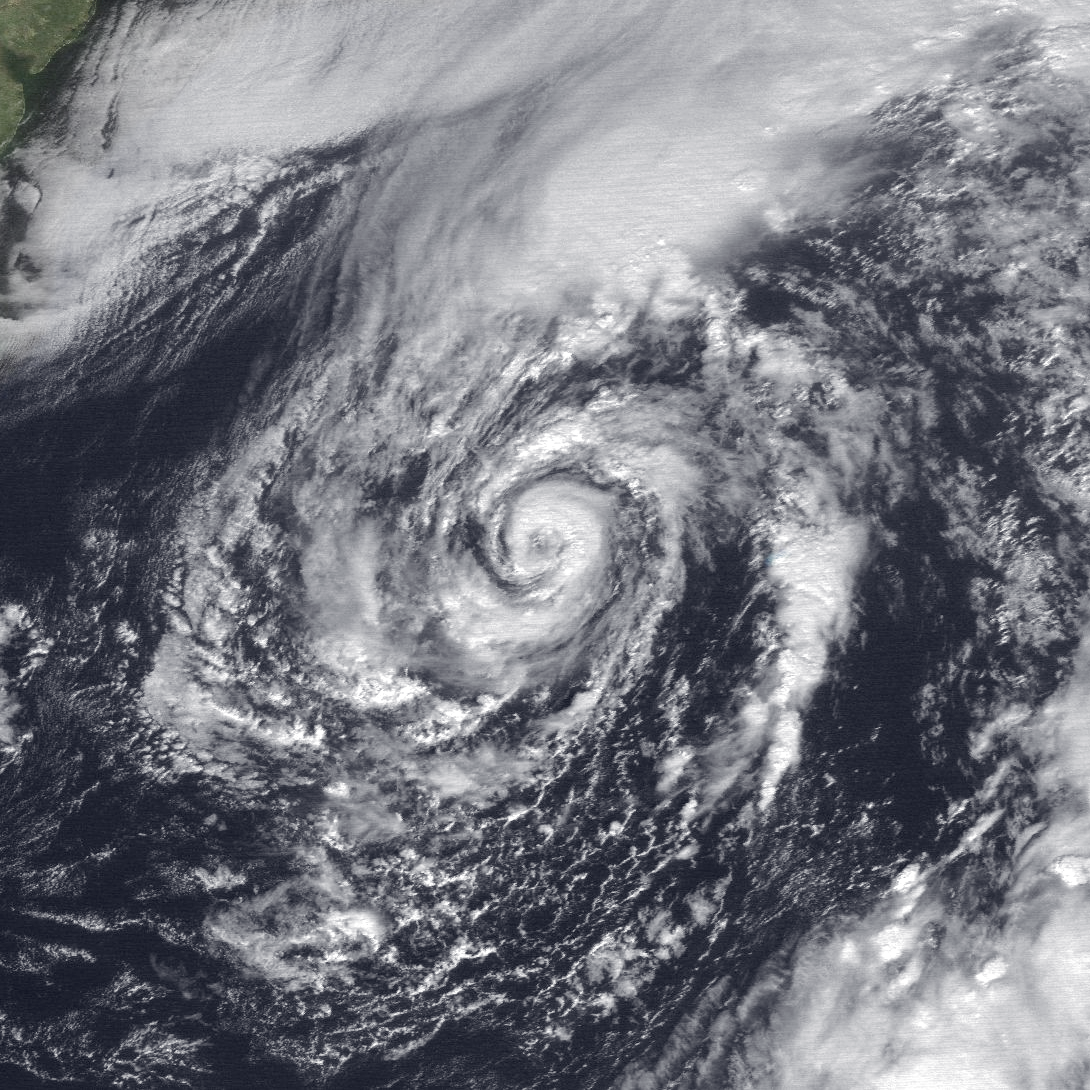
L'ouragan Grace près des Bermudes en octobre 1991

- 11 octobre 1990 - L'ouragan Lili passe au sud, provoquant des rafales[137].
- 20 octobre 1990 – La tempête tropicale Nana serpente vers le sud, chutant de 0,33 po (8 mm) de pluie[138].
- 8 septembre 1991 – L'ouragan Claudette revient vers l'est, provoquant des averses venteuses[139].
- 29 octobre 1991 – L'ouragan Grace dépasse la 60 mi (97 km) au sud, en baisse de 3,21 po (82 mm) de pluie et de plages fortement érodées[135],[138]. Grace contribue plus tard à la formation du célèbre Perfect Storm de 1991[140].
- 22 octobre 1994 - L'ouragan Chris passe au sud-est, produisant 2,83 po (72 mm) de pluie[141].
- 15 août 1995 – L'ouragan Felix passe à environ 70 mi (113 km) au sud-sud-ouest, générant des vents soutenus de 63 mi/h (101 km/h) avec des rafales à 81 mi/h (130 km/h)[142]. La tempête lente coupe l'électricité à environ 18 000 clients électriques, retarde un référendum sur l'indépendance et cause 2,5 millions de dollars de dommages[130]. Une mer agitée brise les bateaux de leurs amarres et détruit de longs pans des murs de sécurité de la chaussée[143],[144],[145]. Deux autres ponts de St. George's sont endommagés[143].
- 10 septembre 1995 – L'ouragan Luis passe au nord-ouest, accompagné de rafales à 56 mi/h (90 km/h)[146].
- 19 septembre 1995 - L'ouragan Marilyn passe à l'ouest, produisant des vents de force tempête tropicale avec des rafales à 60 mi/h (97 km/h)[147]. Aucun dégât notable n'est signalé[148].
- 20 octobre 1996 – L'ouragan Lili passe au sud-est, secouant l'île avec des rafales de vent[149].
- 3 septembre 1998 – L'ouragan Danielle passe au nord-ouest, causant 39 mi/h (63 km/h) vents avec des rafales à 54 mi/h (87 km/h)[150].
- 21 septembre 1999 - L'ouragan Gert passe au sud-est, balayant l'île avec des rafales à 119 km/h à l'aéroport (légèrement plus élevé dans les zones côtières exposées), ainsi que de faibles précipitations[151]. Marée de tempête érodant des plages et affectant environ 1 100 bâtiments, tandis que 10 000 maisons perdent de l'électricité[152].

### 2000–2005

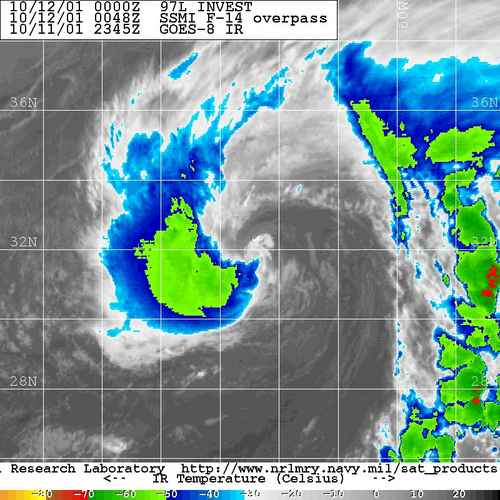
Tempête subtropicale Karen près des Bermudes en octobre 2001

- 16 septembre 2000 – L'ouragan Florence passe environ 80 mi (129 km) au nord-ouest, avec des vents de force tempête tropicale et des pluies légères[153].
- 15 octobre 2000 - La perturbation précurseur de l'ouragan Michael laisse tomber plusieurs pouces de pluie[154].
- 25 août 2001 – Les restes de la tempête tropicale Dean provoquent des intempéries[155].
- 10 septembre 2001 – Les rafales de vent de l'ouragan Erin au nord-est endommagent les arbres et les lignes électriques[156].
- 17 septembre 2001 - L'ouragan Gabrielle passe au nord-ouest, accompagné d'averses et d'orages[157].
- 23 septembre 2001 - L'ouragan Humberto passe à l'ouest, produisant 43 mi/h (69 km/h) rafales de vent et 1,69 po (43 mm) de pluie[158].
- 11 octobre 2001 - La tempête subtropicale Karen se renforce près des Bermudes, provoquant des rafales de vent pouvant atteindre 100 mi/h (161 km/h) ; un navire au port signale une rafale beaucoup plus élevée, peut-être le résultat d'une convection localisée. Le système de tempête détruit de nombreux bateaux et laisse environ 23 000 foyers sans électricité[159], représentant plus des deux tiers des clients électriques[130].
- 7 novembre 2001 – La combinaison des restes extratropicaux de l'ouragan Michelle et d'une dépression non tropicale en développement amène un temps pluvieux et venteux[160].
- 26 novembre – 3 décembre 2001 – Le gradient de pression serré entre le lointain ouragan Olga à l'est et l'anticyclone au nord-ouest génère une période prolongée de vents proches ou supérieurs à la force coup de vent[160]. Alors qu'Olga se déplace lentement et de manière erratique vers le sud-ouest, causant de fortes précipitations.
- 9 août 2002 – Les restes de la tempête tropicale Cristobal interagissent avec un front froid pour produire des conditions de bourrasques[161].
- 7-9 septembre 2002 – La tempête subtropicale Gustav se développe vers le sud-ouest, produisant des nuages persistants et des averses[162].
- 1er et 2 octobre 2002 – Alors que la tempête tropicale Kyle passe lentement vers le sud, ses bandes externes diminuent la moitié des précipitations mensuelles totales des Bermudes pour octobre[163].
- Du 18 au 21 avril 2003 – La tempête subtropicale Ana se développe à l'ouest des Bermudes avant de faire lentement une boucle vers le sud sous la forme d'un cyclone entièrement tropical. L'île connaît des rafales de vent et de fortes averses[164].

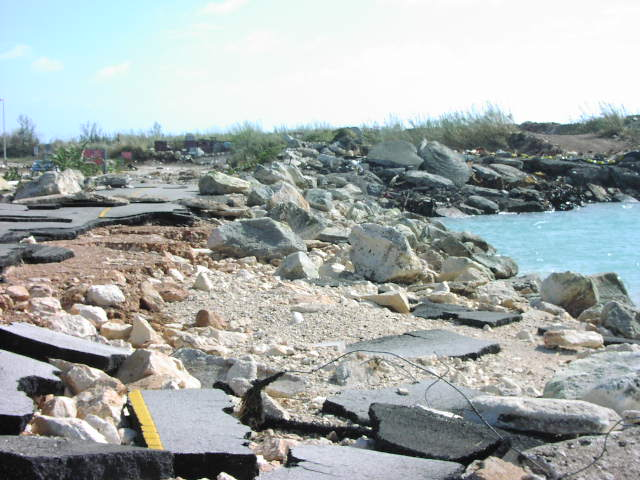
Une route de l'aéroport international des Bermudes emportée par l'ouragan Fabian en septembre 2003

- 5 septembre 2003 - L'île pénètre dans le mur de l'œil oriental de l'ouragan Fabian de catégorie 3, l'ouragan le plus destructeur du territoire depuis 1926[165]. Les stations élevées enregistrent des rafales de vent supérieures à 240 km/h, tandis que la rive sud est soumise à des vagues et environ 10 pi (3 m) onde de tempête[165]. L'eau de mer inonde les structures en bord de mer et compromet la chaussée[166], où quatre personnes sont emportées dans leurs véhicules. Fabian produit des dommages considérables à la propriété et à la végétation, détruisant certains bâtiments dans des endroits exposés et provoquant des défaillances plus graves dans les structures plus faibles[165]. Les dommages causés par le vent sont peut-être exacerbés par plusieurs petites tornades qui auraient été incrustées dans le mur de l'œil de l'ouragan[166]. Environ 25 000 clients électriques perdent de l'électricité[130], et le total des dommages dépasse 300 millions de dollars[165]. Fabian est le seul cyclone tropical de l'ère des satellites météorologiques à causer directement des décès aux Bermudes[2]. En réponse à la destruction de l'ouragan, le nom Fabian est retiré et remplacé par Fred pour 2009[167].
- 27 septembre 2003 – Le passage de l'ouragan Juan vers l'est est marqué par des rafales de vent[168].
- 8-10 octobre 2004 - La tempête subtropicale Nicole et sa perturbation précurseur ont envahi l'île avec de fortes pluies et des vents pouvant atteindre 60 mi/h (97 km/h)[2]. Le système provoque des pannes de courant mineures[169].
- 26 juillet 2005 – La tempête tropicale Franklin loin à l'ouest provoque des rafales de vent à 37 mi/h (60 km/h)[170].
- 4 août 2005 – La tempête tropicale Harvey passe environ 30 mi (48 km) au sud, produisant des vents de force tempête tropicale et 5,02 po (128 mm) de pluie. Les fortes pluies provoquent des inondations de courte durée dans les rues[171].
- 8 septembre 2005 - L'ouragan Nate passe au sud, provoquant des averses de pluie et des rafales à 58 mi/h (93 km/h)[172].
- 25 octobre 2005 – Des orages et des rafales de vent sont observés alors que l'ouragan Wilma passe loin au nord-ouest[173]. L'ouragan perturbe la trajectoire de vol des oiseaux migrateurs, entraînant une augmentation inhabituelle des observations de frégates.

### 2006–2010
- 11 septembre 2006 – L'ouragan Florence de catégorie 1 dépasse la 60 mi (97 km) au nord-ouest et supporte des vents destructeurs, avec des rafales à 90 mi/h (145 km/h) à l'aéroport[174]. Les vents font tomber des arbres et des lignes électriques, laissant 25 000 foyers sans électricité et endommagent une dizaine de bâtiments[2],[175]. Une petite tornade est signalée dans la paroisse de Southmapton dans l'une des bandes extérieures de l'ouragan. Les dommages totaux s'élèvent à 200 000 $[2].
- Du 2 au 3 novembre 2007 – Alors que l'ouragan Noel, loin à l'ouest, se transforme en un grand cyclone extratropical, les Bermudes connaissent une mer agitée et des vents violents[176].
- 14 juillet 2008 – La tempête tropicale Bertha passe environ 45 mi (72 km) à l'est ; des vents de tempête tropicale, avec des rafales aussi rapides que 91 mi/h (146 km/h) aux stations surélevées, endommager les branches des arbres et les lignes électriques. Bertha laisse tomber environ 5 po (127 mm) de pluie, ce qui entraîne des inondations mineures dans les rues[2].
- 27-28 septembre 2008 – La tempête tropicale Kyle à l'ouest s'intensifie en un ouragan, balayant l'île avec des rafales de vent et de fortes averses[2].
- 21 août 2009 - L'ouragan Bill passe à l'ouest, provoquant des conditions de rafales et de fortes houles atteignant 35 pi (10,7 m) juste à l'extérieur des récifs. La tempête désamarre plusieurs bateaux, érode les plages et coupe brièvement l'électricité à quelques milliers de clients[2],[177].

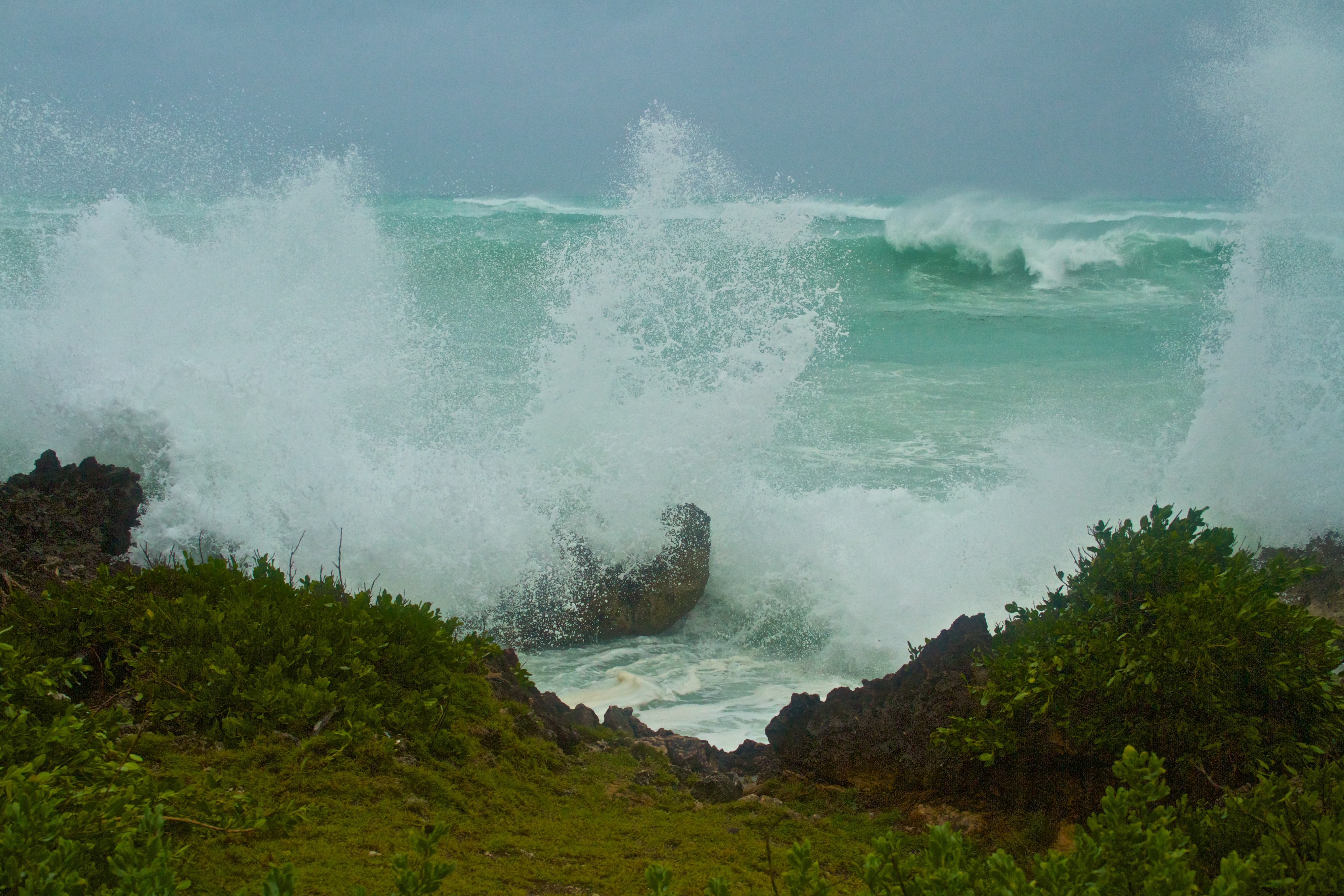
Mer agitée depuis l'ouragan Igor en septembre 2010

- 7-8 août 2010 - La tempête tropicale Colin s'approche du sud avec des mers montantes, mais se dissipe avant d'atteindre l'île. Le système de dissipation produit des conditions de grains[178].
- 4 septembre 2010 – L'île subit des intempéries à cause des restes de la tempête tropicale Fiona[2].
- 19-20 septembre 2010 – Alors que l'Ouragan Igor de catégorie 1 dépasse la 40 mi (64 km) à l'ouest, l'aéroport enregistre des vents soutenus de 68 mi/h (109 km/h) avec des rafales à 93 mi/h (150 km/h) ; rafales de plus de 115 mi/h (185 km/h) sont mesurés aux stations élevées. Igor produit également 3,19 po (81 mm) de pluie et une onde de tempête mineure[179]. Igor provoque moins de destructions que prévu, n'entraînant que des dommages structurels mineurs et des inondations côtières, mais coupe toujours l'électricité à près de 29 000 foyers[180]. La tempête cause environ 500 000 $ de dégâts[179].
- 29 octobre 2010 - L'ouragan Shary de catégorie 1, une tempête inhabituellement petite, passe 80 mi (129 km) au sud-est sans effets majeurs[2].

### 2011–2015
- 15 août 2011 – La tempête tropicale Gert passe environ 90 mi (145 km) à l'est, apportant de légères pluies et des vents venteux[181].
- 28 août 2011 – L'affaiblissement de la tempête tropicale Jose passe à environ 60 mi (97 km) à l'ouest avec des bandes d'averses et de fortes rafales de vent[2].
- 15 septembre 2011 – Une brève période de grains, marquée par des rafales de vent à 69 mi/h (111 km/h) et de faibles accumulations de précipitations, accompagne le passage de l'ouragan Maria vers l'ouest[2].
- 1er octobre 2011 – L'ouragan Ophelia passe à l'est. Des vagues élevées et quelques averses venteuses sont signalées[2].
- 11 novembre 2011 – La tempête tropicale Sean passe environ 80 mi (129 km) au nord, produisant une courte période de vents de force tempête tropicale[182]. La tempête endommage plusieurs bateaux autour de l'île[183].
- 15-17 juin 2012 - Une zone de basse pression non tropicale qui deviendra plus tard l'ouragan Chris laisse tomber des précipitations modérées à fortes pendant plusieurs jours, avec un total de 2,59 po (66 mm) le 15 juin battant le record journalier des précipitations[184]. Plusieurs rues dans des zones mal drainées sont inondées, certaines jusqu'à une profondeur de 4 pi (1,2 m)[185]. Le 17 juin, alors que le système continue de se développer, un centre de coup de vent petit mais intense se déplace sur l'île, marqué par des rafales de 64 mi/h (103 km/h) à l'aéroport[186].
- Du 8 au 10 septembre 2012 – La tempête tropicale lente Leslie vers l'est chute de 5,17 po (131 mm) de pluie, dont la plupart tombe le 9 septembre, le jour le plus pluvieux de l'île depuis plusieurs années[2],[187]; seules des inondations mineures sont signalées. Les rafales de vent provoquent des pannes de courant limitées, principalement dues au contact des lignes électriques avec la végétation en surplomb[188].
- 16-17 octobre 2012 – L'ouragan Rafael passe à l'est, provoquant des rafales de vent et des précipitations modérées[2]. Environ 1 000 clients électriques perdent de l'électricité pendant une courte période[189].
- 27-29 octobre 2012 - Les bandes extérieures du vaste ouragan Sandy à l'ouest affectent les Bermudes. En plus des rafales de vent pouvant atteindre 64 mi/h (103 km/h) et de faibles précipitations, les franges de la tempête produisent une faible tornade dans le village de Somerset qui cause des dommages structurels mineurs[2].
- 10-11 septembre 2013 – La tempête tropicale Gabrielle en passe environ 25 mi (40 km) à l'ouest, causant divers dommages mineurs et de légères pannes d'électricité[190]. Quelques arbres et branches d'arbres sont abattus[191].
- 27-28 août 2014 – L'ouragan Cristobal passe loin au nord-ouest, avec ses effets limités à des vents en rafales et à des vagues accrues[2].

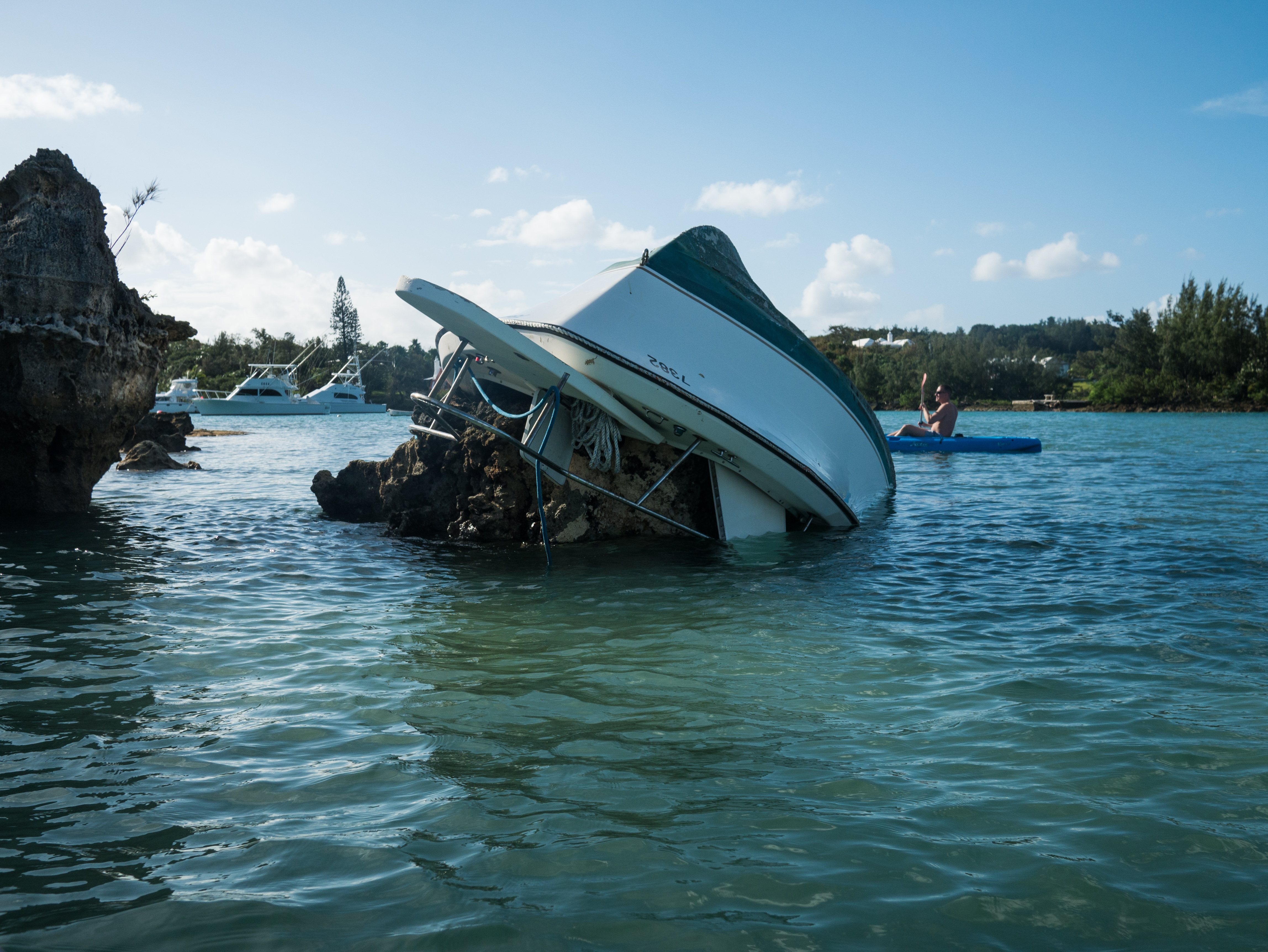
Un petit yacht détruit par l'ouragan Fay en octobre 2014

- 12 octobre 2014 – L'ouragan Fay de catégorie 1 a touché terre aux Bermudes, causant des dégâts étonnamment importants. rafales de vent supérieures à 100 mi/h (161 km/h) obstruent les routes avec des arbres abattus et des poteaux électriques, et laissent la plupart des clients électriques sans électricité. Le long de la côte, Fay endommage ou détruit de nombreux bateaux et inonde les rues[192]. L'aérogare de l'aéroport subit d'importantes inondations après que les vents puissants aient compromis son toit et son système de gicleurs[193]. Les pertes assurées de Fay totalisent probablement "des dizaines de millions de dollars".
- 17-18 octobre 2014 – Alors que le nettoyage et les réparations de Fay sont toujours en cours, l'ouragan de catégorie 2 Gonzalo frappe la côte sud-ouest, aggravant considérablement les dégâts[3]. Le territoire connaît jusqu'à 12 heures de vents de force ouragan, culminant à 144 mi/h (232 km/h) à St. David's Island, Bermudes ; par conséquent, des dommages étendus au toit et à la structure sont signalés. Au plus fort de la tempête, environ 31 000 clients d'électricité sur 36 000 sont privés d'électricité, dont 1 500 coupures résiduelles de Fay[194]. L'ouragan détruit de nombreux bateaux et inflige des dégâts mineurs sur Causeway, limitant la circulation à une voie pendant plusieurs jours. Les arbres et les poteaux électriques laissent à nouveau "à peine une route praticable" à travers l'île[195] et le bâtiment du service météorologique des Bermudes subit des dommages causés par le vent et l'eau. La tempête la plus importante à affecter les Bermudes depuis Fabian en 2003, Gonzalo est généralement moins destructrice et ne fait ni morts ni blessés graves. Les pertes assurées sont estimées entre 200 et 400 millions de dollars[3].
- 4-5 octobre 2015 – L'ouragan Joaquin de catégorie 1 en dépasse 70 mi (113 km) à l'ouest-nord-ouest, produisant plusieurs pouces de pluie et des vents forts, avec des rafales pouvant atteindre 115 mi/h (185 km/h) aux endroits exposés et élevés[196],[197] Une structure du musée maritime des Bermudes est partiellement sans toit[198] et environ 15 000 ménages perdent de l'électricité[199] mais les dommages sont généralement sans conséquence[200].

### 2016-2020
- 8 janvier 2016 – Le cyclone extratropical qui deviendra plus tard l'ouragan Alex provoque une mer agitée et 60 mi/h (97 km/h) rafales de vent. En plus des pannes de courant sporadiques, les services de transport aérien et de traversier sont interrompus[201].
- 24 septembre 2016 – La tempête tropicale Karl en passe une 50 mi (80 km) au sud-est. Fortes précipitations, totalisant 4,71 po (120 mm), contribue au mois de septembre le plus humide jamais enregistré aux Bermudes[2],[202], tandis que les vents de tempête tropicale coupent l'électricité à environ 800 clients électriques[203].
- 13 octobre 2016 – L'œil de la catégorie 3 L'ouragan Nicole passe au-dessus des îles, bien que le centre exact reste juste au large. Des rafales jusqu'à 219 km/h abattre des arbres et des lignes électriques, ce qui coupe l'électricité à près de 90 % du territoire[204],[205]. Des dizaines de bateaux sont endommagés ou détruits, et des champs entiers de cultures sont perdus, bien que les dommages matériels soient moins graves que prévu[206],[207],[208]. L'ouragan entraîne des précipitations majeures de pluie (172 mm) devenant l'un des cyclones tropicaux enregistrés les plus humides à avoir frappé les Bermudes[204]. Les dommages totaux sont estimés à 15 millions de dollars[2].
- 3-4 août 2017 – Des averses et des orages accompagnent les restes extratropicaux de la tempête tropicale Emily alors qu'ils balaient les îles[209].
- Du 18 au 19 septembre 2017 – Les bandes extérieures de l'ouragan Jose, qui se déplacent lentement, provoquent des rafales pouvant atteindre 74 km/h et près de 2,5 po (64 mm) de pluie, ainsi qu'une période prolongée de grosses houles[210],[211].
- 9 juillet 2018 – Des averses modérées signalent l'arrivée de l'instabilité atmosphérique et de l'humidité de la tempête tropicale Chris au sud-ouest[212].
- 13 juillet 2018 – Les vestiges extratropicaux de l'ouragan Beryl, passant entre les Bermudes et les États-Unis, donnent lieu à des pluies légères et à des rafales de vent[212].Le lendemain, la perturbation se régénère en un cyclone subtropical alors qu'elle est centrée 470 km/h au nord des îles[213].
- 18 septembre 2019 – Les Bermudes pénètrent dans le mur de l'œil sud de l'ouragan Humberto de catégorie 3[214], centré sur 105 km nord-ouest à son approche la plus proche. Vents soutenus jusqu'à 175 km/h avec des rafales plus élevées ont frappé les régions du nord et de l'ouest le plus durement, endommageant les toits de pas moins de 600 bâtiments[214],[215]. Près de 28 000 clients électriques perdent de l'électricité, de nombreuses routes sont laissées impraticables[2] et les agriculteurs signalent de graves pertes pour les cultures fruitières et maraîchères[216]. Sur le campus du service météorologique des Bermudes, une antenne parabolique GOES-16 et une plate-forme de lancement de ballons météo sont détruites et le service de radar météorologique est coupé au plus fort de la tempête[214]. Les dommages globaux sont estimés à 25 millions de dollars. Grâce à des préparatifs efficaces, Humberto ne fait ni morts ni blessés graves[214].
- 24-25 septembre 2019 – Environ 25 mm de pluie tombe avant la dépression résiduelle de l'ouragan Jerry, qui passe finalement directement au-dessus des îles[214].
- 29 septembre – 1er octobre 2019 – Les nuages et la pluie légère associés à la tempête tropicale Karen persistent pendant plusieurs jours. Pendant ce temps, Horseshoe Bay est fermée aux nageurs en raison de la houle dangereuse du lointain mais puissant ouragan Lorenzo[217],[218].
- 4-5 juillet 2020 — Des pluies modérées et quelques orages avec des rafales de vent de force tempête tropicale se produisent alors que la dépression tropicale cinq (plus tard la tempête tropicale Edouard ) passe à 110 km au nord des îles[219],[220],[221].
- 14-15 septembre 2020 - L'ouragan Paulette a touché terre dans la partie nord-est de l'île en tant qu'ouragan de catégorie 2, apportant des vents violents, de la pluie et des ondes de tempête. Un peu moins de 70% de l'île a perdu de l'électricité et les rafales de vent ont atteint 185 km/h. Un coup direct à l'île, l'œil de l'ouragan a fourni un répit inhabituel de 3 heures contre les vents forts[222].

### 2021-présent
- 9 septembre 2021 – Des rafales et une petite onde de tempête accompagnent le passage à l'est de l'Ouragan Larry[223] ;
- 1er et 2 octobre 2021 – L'ouragan Sam passe à environ 340 km au sud-est avec une intensité de catégorie 4 dans l'échelle de Saffir-Simpson, devenant ainsi l'un des cyclones tropicaux les plus puissants à s'approcher du territoire[224]. Les effets se limitent aux vents et à la houle cyclonique[225] ;
- 6 juin 2022 – La tempête post-tropicale Alex balaie les Bermudes d'averses et de rafales, causant des pertes de courant électrique. Une personne est hospitalisée en raison d'une blessure subie lors du nettoyage après la tempête[226] ;
- 9 septembre 2022 – Les îles subissent des vents de force tempête tropicale et des pannes de courant éparses lorsque l'ouragan Earl passe à 140 km à l'est de l'archipel[227],[228] ;
- 23 septembre 2022 – L'ouragan Fiona, un vaste et puissant système de catégorie 4, passe à 185 km au nord-ouest tôt le matin. Les rafales maximales atteignent 150 km/h à l'aéroport international L.F. Wade et 177 km/h au centre des opérations maritimes. Environ 29 000 foyers sont privés d'électricité à cause des arbres et des lignes électriques détruits par le vent. Cependant, les dégâts structurels sont mineurs bien que plusieurs bateaux se soient échoués ou aient coulé[226],[229] ;
- 2 septembre 2023 – Passant à 65 km au sud de l'archipel, le cyclone post-tropical Idalia produit des vents de force tempête tropicale atteignant 91 km/h en rafales[230]. Certaines pannes de courant sont signalées ;
- 14 septembre 2023 – Les bandes extérieures de l'ouragan Lee passant à l'ouest provoquent des rafales de vent atteignant 133 km/h au Royal Naval Dockyard[230]. La tempête perturbe les services de transports publics et coupe l'électricité à 11 300 clients[231] ;
- 6 octobre 2023 - La tempête post-tropicale Philippe passe sur les Bermudes ne causant aucun dommage[232].